# Britische Volleyballnationalmannschaft der Männer
Die britische Volleyballnationalmannschaft der Männer ist eine Auswahl der besten britischen Spieler, die den Verband Volleyball England bei internationalen Turnieren und Länderspielen repräsentiert.

## Geschichte
Britische Männer-Mannschaften konnten sich bis 2006 nie für internationale Wettbewerbe qualifizieren.
Die FIVB genehmigte bei einer Sitzung des Board of Administration im Mai 2006 die Gründung einer gemeinsamen britischen Nationalmannschaft. Die CEV erkannte die Regelung an. Das „Team Great Britain“ vereint Spieler aus England, Nordirland, Schottland und Wales. Dieses Projekt gehört zu einer Reihe von Initiativen, mit denen sich die Briten auf die Olympischen Spiele 2012 in London vorbereiteten.
In der Europaliga 2008 schieden die Briten nach den Vorrundenspielen gegen Griechenland, die Niederlande, Portugal und die Slowakei aus und belegten den letzten Platz.